# 총참모부 (핀란드)
총참모부(핀란드어: Pääesikunta 패에시쿤타[*], 스웨덴어: Huvudstaben)는 핀란드 방위군의 합동사령본부이며 중앙행정기관이다. 전쟁이 일어나면 총본부(핀란드어: Päämaja 패마야[*], 스웨덴어: Huvudkvarter)로 전환된다. 핀란드 독립 직후인 1918년부터 편성되어 핀란드 방위군의 모든 활동을 지도 및 실행한다. 총참모부의 수장은 핀란드 방위군의 총사령관인 방위군사령관이다. 총참모부 총장(pääesikunnan päällikkö)은 방위군사령관의 참모역에 머무른다.

## 같이 보기
- 군사 전략